# Ouratea cinnamomea
Ouratea cinnamomea är en tvåhjärtbladig växtart som beskrevs av Heinrich Wawra. Ouratea cinnamomea ingår i släktet Ouratea och familjen Ochnaceae. Inga underarter finns listade i Catalogue of Life.